# Stadion IFNTUNG w Iwano-Frankiwsku
Stadion IFNTUNG (ukr. Стадіон ІФНТУНГ) – wielofunkcyjny stadion w Iwano-Frankiwsku na Ukrainie. Domowa arena studenckiej drużyny Fakeł Iwano-Frankiwsk.

## Historia
Stadion IFING w Iwano-Frankiwsku został zbudowany na początku lat 80. XX wieku. Był to pierwszy stadion pobudowany w mieście przez sowietów. Właścicielem stadionu jest Iwano-Frankiwski Narodowy Techniczny Uniwersytet Nafty i Gazu. W związku ze zmianą nazwy uczelni w 1994 roku stadion otrzymał nazwę IFDTUNG (ukr. ІФДТУНГ), a w 2001 - IFNTUNG. Zawsze na stadionie występowała studencka drużyna piłkarska. W 2004 w uczelni został utworzony zawodowy klub piłkarski Fakeł Iwano-Frankiwsk, który starował w Drugiej Lidze Ukraińskiej. W sezonie 2006/07 klub zdobył awans do Pierwszej Ligi. Obecnie na stadionie rozgrywają swoje mecze drużyna studencka Uniwersytetu Fakeł-IFNTUNG Iwano-Frankiwsk. Stadion może pomieścić 5 000 widzów.